# Lasioserica kuatunica
Lasioserica kuatunica är en skalbaggsart som beskrevs av Ahrens 1996. Lasioserica kuatunica ingår i släktet Lasioserica och familjen Melolonthidae. Inga underarter finns listade i Catalogue of Life.